# Magic Trackpad
Magic Trackpad（マジック・トラックパッド）は、Apple製のBluetooth無線接続のトラックパッドである。

## 概要
Magic TrackpadはMacBookなどに搭載されているトラックパッドをベースに、デスクトップでの使用に向け大型化した製品。マルチタッチに対応しており、MacBookなどのそれと同様の操作が可能である。奥行・傾斜角がApple Wireless Keyboardと同じなので、デスクに並べたときに統一感のあるデザインとなっている。デスクトップコンピュータのためのトラックパッドとしてはAppleからは初めての製品である。
デスクトップ型Macのオプションとしての位置づけであり、標準添付はされない。

## Magic Trackpad 2
2015年10月13日には第2世代機種となるMagic Trackpad 2が発表、発売された。Magic Trackpad 2ではMacBookやMacBook ProのEarly 2015モデルから搭載されているものと同様のTaptic Engineによるフィードバック付き感圧式トラックパッドを採用し、macOSの「強めのクリック」を活用した機能をデスクトップ型Macでも利用できるようになった。また従来型の乾電池式をやめ、リチウムイオン2次電池を内蔵した充電式に変更された。本体奥に備えられたLightning端子から充電を行う。従来型と比べてトラックパッドの表面は約30%広くなり、同時に発売されたMagic Keyboardと合わせた緩やかな傾斜になった。
第2世代からiPadOS 13.4のマルチタッチジェスチャに対応している（第1世代のMagic TrackPadは接続してもスクロール等のジェスチャがサポートされない）。
2018年3月27日に色のバリエーションとしてスペースグレイが追加され、同色は2021年05月に終了がアナウンスされた。

## Magic Trackpad 3
2021年8月3日、第3世代機種のMagic Trackpad 3が新型Magic Keyboardと合わせて発売された。この発売によってMagic Trackpad 2の生産は停止された。Magic Trackpad 2からの変更点は付属の充電コードがUSB-A - Lightning からUSB-C - Lightningになったこと、角の丸みが若干丸くなった、 表面加工がMagic Trackpad 3はマット、Magic Trackpad 2は光沢仕様。 裏面のゴム足のサイズがMagic Trackpad 3の方が少し大きい。
カラーバリエーションはiMac本体の色に合わせたものがあるが、2022年8月現在の単体販売ではホワイトとブラックのみである。
2024年10月28日に充電端子がType-cに変更されたモデルが発売された。